# 小熊秀雄

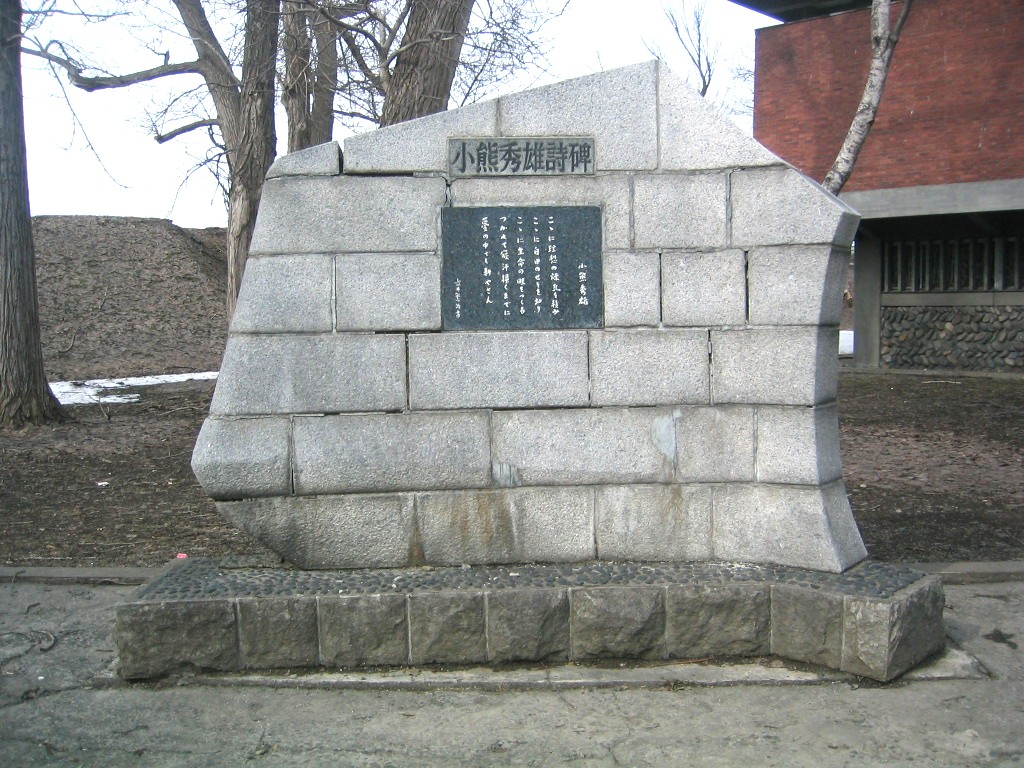
常磐公園（旭川市）に建立された詩碑

小熊 秀雄（おぐま ひでお、1901年9月9日 - 1940年11月20日）は、日本の詩人、小説家、漫画原作者、画家である。筆名に、小熊 愁吉（おぐま しゅうきち）、黒珊瑚（くろさんご）、旭 太郎（あさひ たろう）などがある。

## 生涯
1901年（明治34年）9月9日、北海道小樽市稲穂町に生まれる。幼少期を稚内市・秋田・樺太で過ごし、泊居高等小学校を卒業。養鶏場の番人など様々な雑務作業に従事した後、1922年より旭川新聞社で新聞記者となる。この頃から詩作を始め、1923年、旭川新聞に最初の詩作『奪われた魂』などが掲載される。この頃よりペンネームを小熊愁吉（おぐま しゅうきち）や黒珊瑚（くろ さんご）の筆名を使用し、作品や取材記事を書いた。1924年、画家の高橋北修と共に上京し、詩を売り歩くが、一編も売れず挫折し帰った。
1925年2月、神居小学校の音楽教師をしていた崎本つね子（1982年没）と結婚。同年、再び上京し、松竹キネマへの入社を図るも不採用となり、再び旭川に戻った。1926年、旭川新聞社に復職し、旭川歌話会の設立に参加。短歌を作り始める。1927年、今野大力、鈴木政輝らと詩誌『円筒帽』同人となり、小熊醜吉（おぐま しゅうきち）の名で精力的に詩作を発表。この頃より旭川新聞に挿絵を入れたエッセイを連載したり、油彩を描いた。
1928年、父が亡くなったこともあり、旭川新聞社を退職し、家族とともに三度目の上京。雑誌社や業界紙の編集として働きながら、民謡調の詩を雑誌『民謡音楽』に発表。1930年、生活は苦しく家賃の滞納、長男（小熊焔〈1926-1945.8.25 夭折〉）の入院治療費の未納、都会の飢餓に苦しみ、自身も喘息発作に苦しむ。1935年に『小熊秀雄詩集』長編叙事詩集『飛ぶ橇』で詩人としての地位を確立、自由や理想を奔放に歌い上げる作風で、詩壇に新風を吹き込んだ。詩作にとどまらず、童話・評論・絵画など幅広い分野で活躍した。
小熊の最初の詩集『小熊秀雄詩集』の装幀をおこなった寺田政明ら池袋モンパルナスの画家たちと交流し、みずからも絵筆を執った。なお「池袋モンパルナスに夜が来た」という文で始まる詩を発表。「池袋モンパルナス」の名づけ親も小熊といわれている。
また晩年は、漫画出版社・中村書店の編集顧問となる。旭太郎名義で原作を担当した漫画『火星探険』（1940年）はSF漫画の先駆的傑作とされ、手塚治虫、小松左京、筒井康隆、松本零士らに大きな影響を与えた。
1940年（昭和15年）11月20日、東京市豊島区千早町30番地（現在の東京都豊島区千早）東荘で、肺結核により死去した。満39歳没。戒名は徹禅秀学信士。

## 作品

### 詩
- 小熊秀雄詩集
- 飛ぶ橇
- 長長秋夜
- 流民詩集

### 童話
- 或る手品師の話
- 焼かれた魚

### 漫画原作（旭太郎名義）
- コドモ海洋丸（渡辺加三作画）中村書店、1940年。
- 火星探険（大城のぼる作画）中村書店、1940年5月。
  - 復刻版、晶文社、1980年8月。透土社、2003年1月。ISBN 4-924828-79-3 小学館クリエイティブ、2005年3月。ISBN 4-7780-3009-5
- 火打箱・しっかり者の錫の兵隊―アンデルゼン漫画物語（渡辺加三作画）中村書店、1940年。
- コドモ新聞社（渡辺太刀雄作画）中村書店、1940年。
- 不思議な国 インドの旅（渡辺加三作画）中村書店、1941年。
- 勇士イリヤ（謝花凡太郎作画）中村書店、1942年。
  - 『火星探険』以外は『小熊秀雄漫画傑作集』全4巻（創風社、2005年 - 2006年）として復刻。

### 評論
- 大波小波（1937～39年、都新聞〈現東京新聞〉に発表された時評）

## ギャラリー

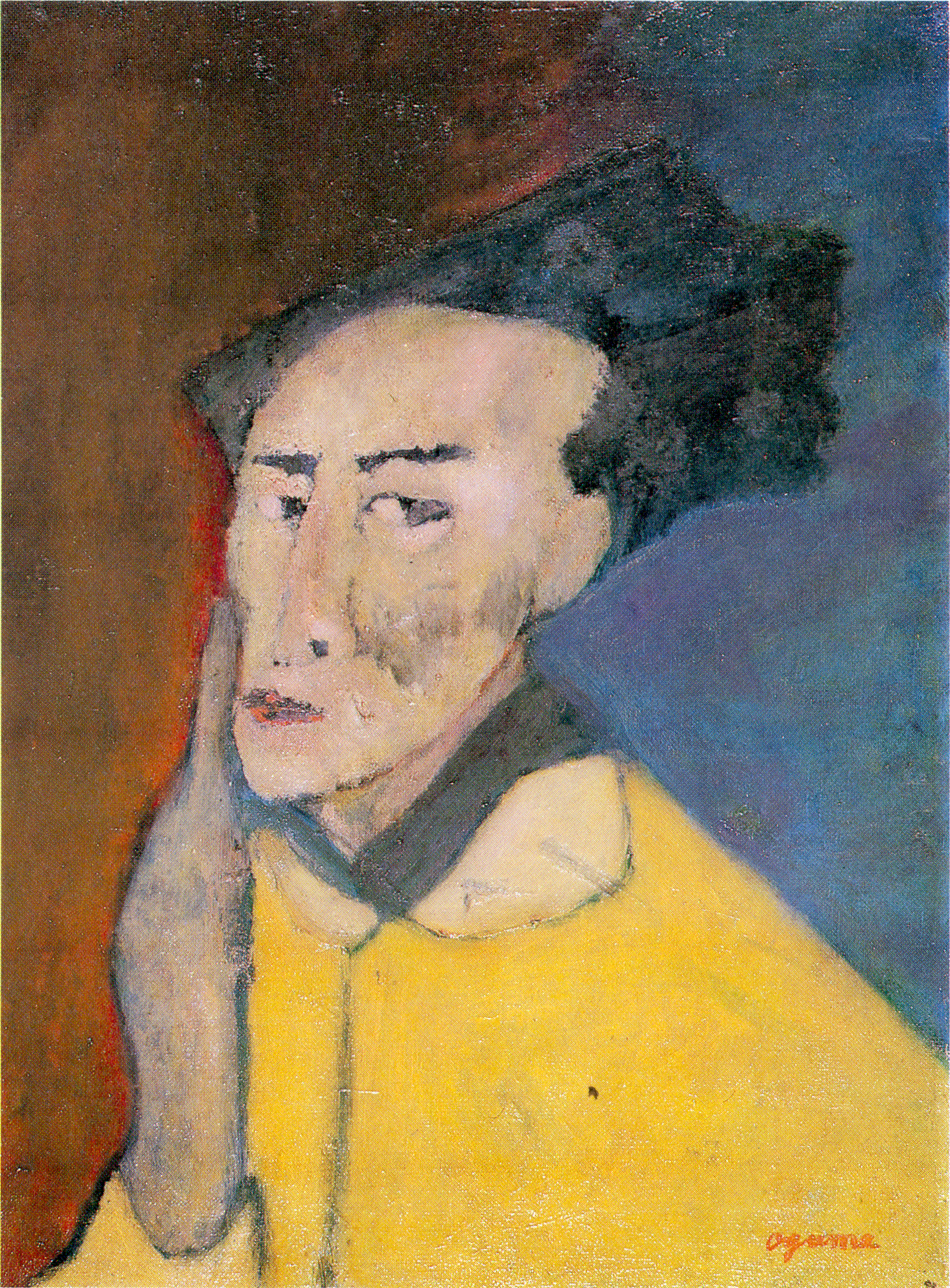
『自画像』 (1938年、旭川市教育委員会蔵)
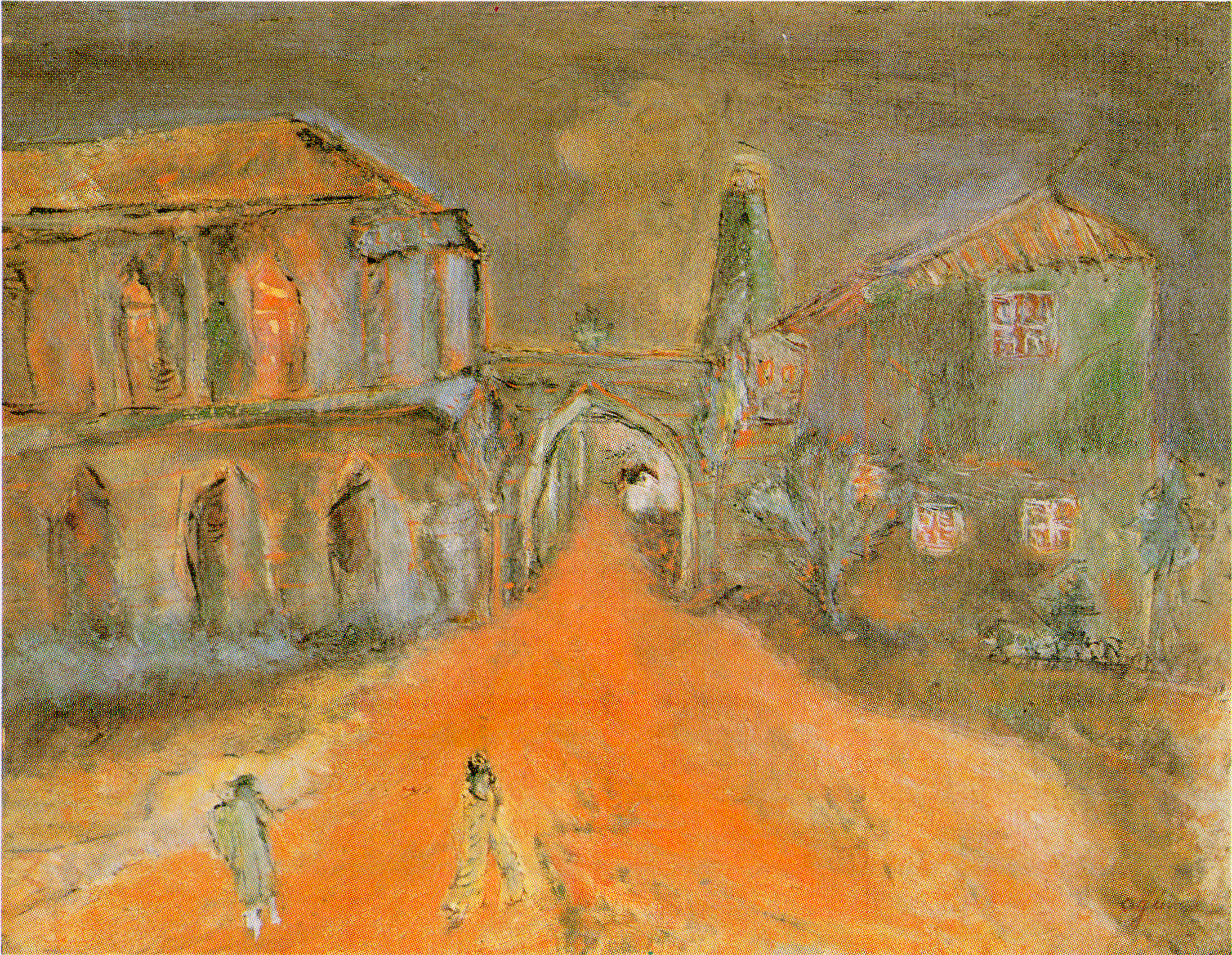
『夕陽の立教大学』 (1935年)
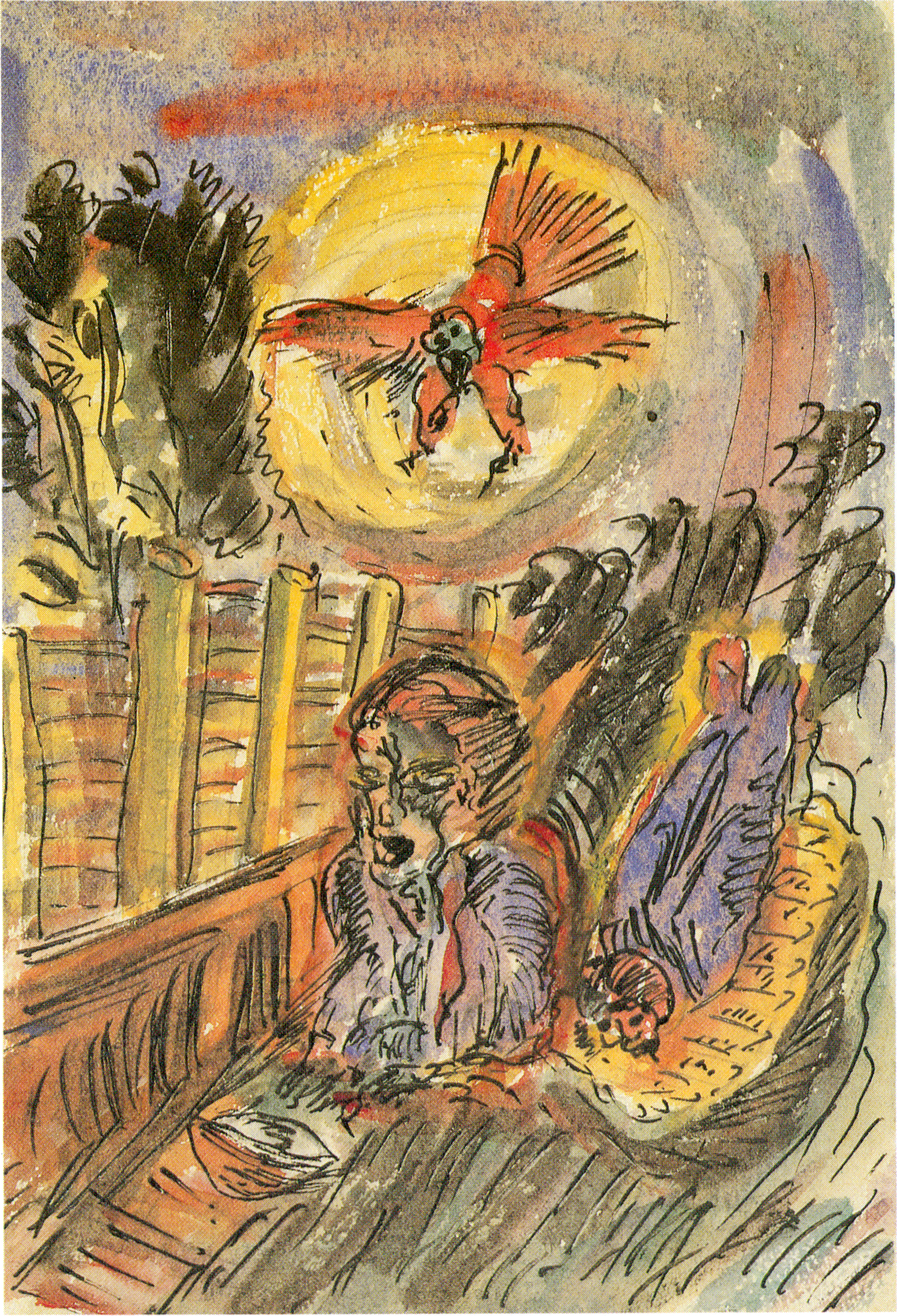
『輝ける飛翔へのimage――童話風に――』 (制作年不明)
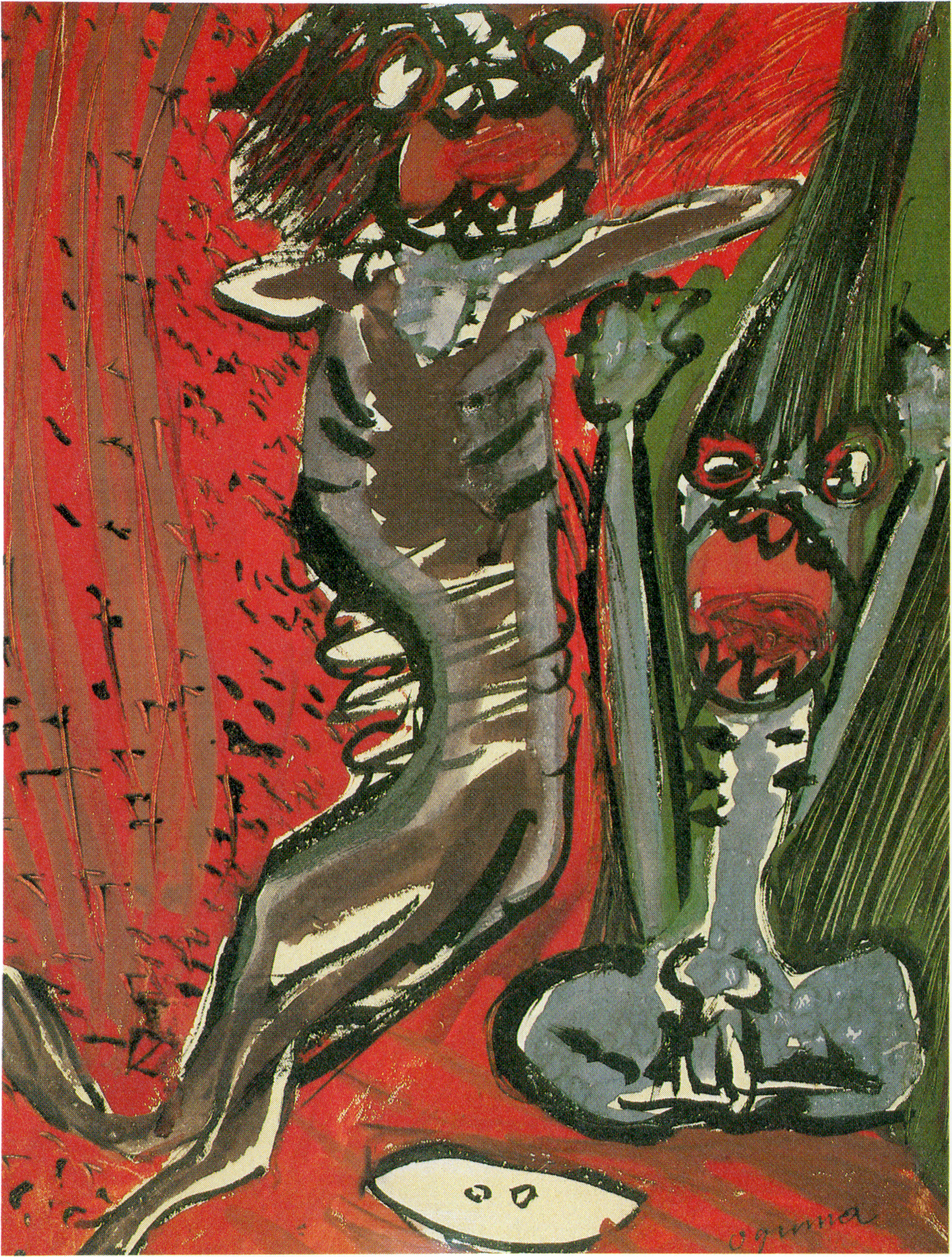
『飢餓』 (制作年不明)
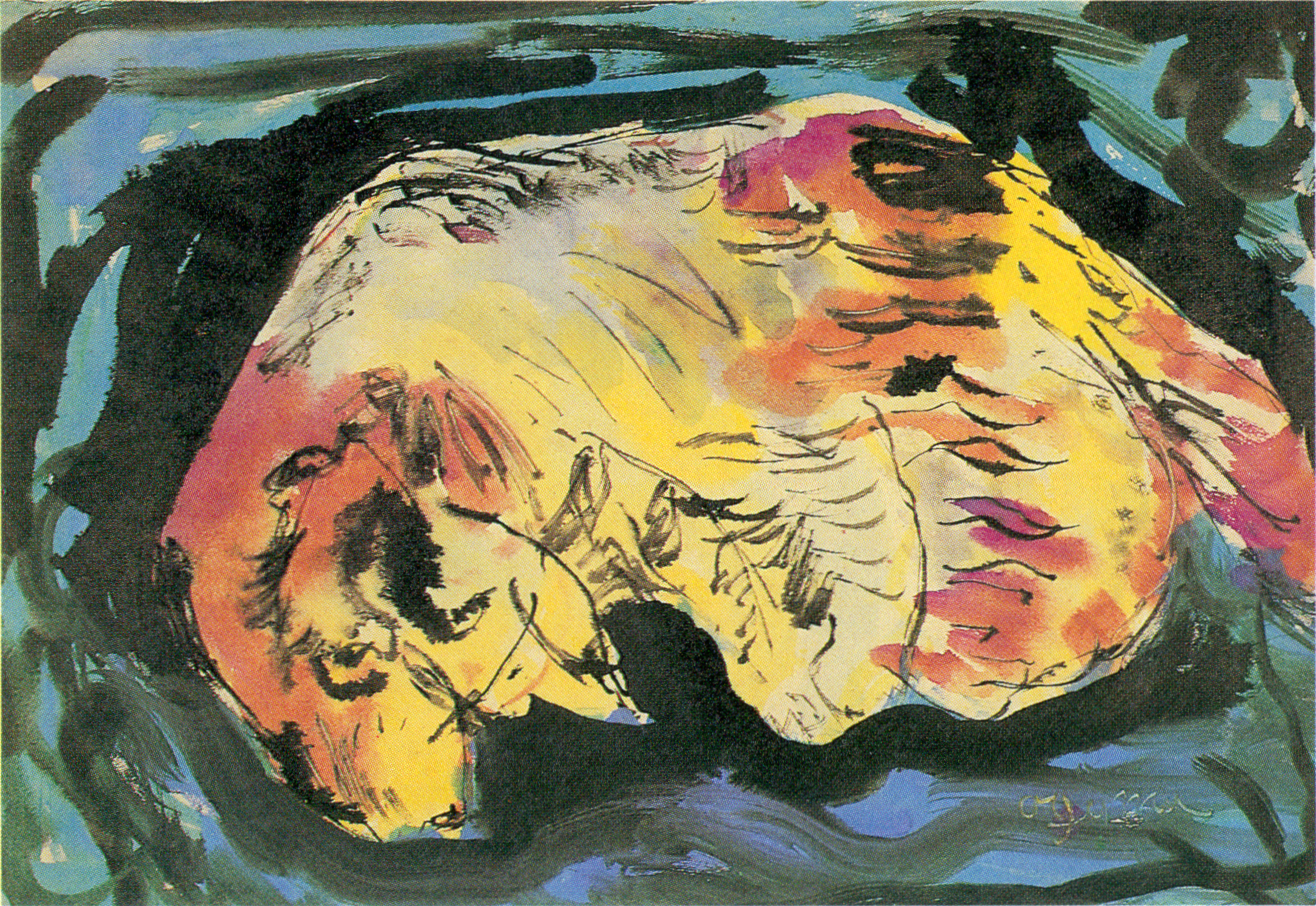
『猫』 (制作年不明)
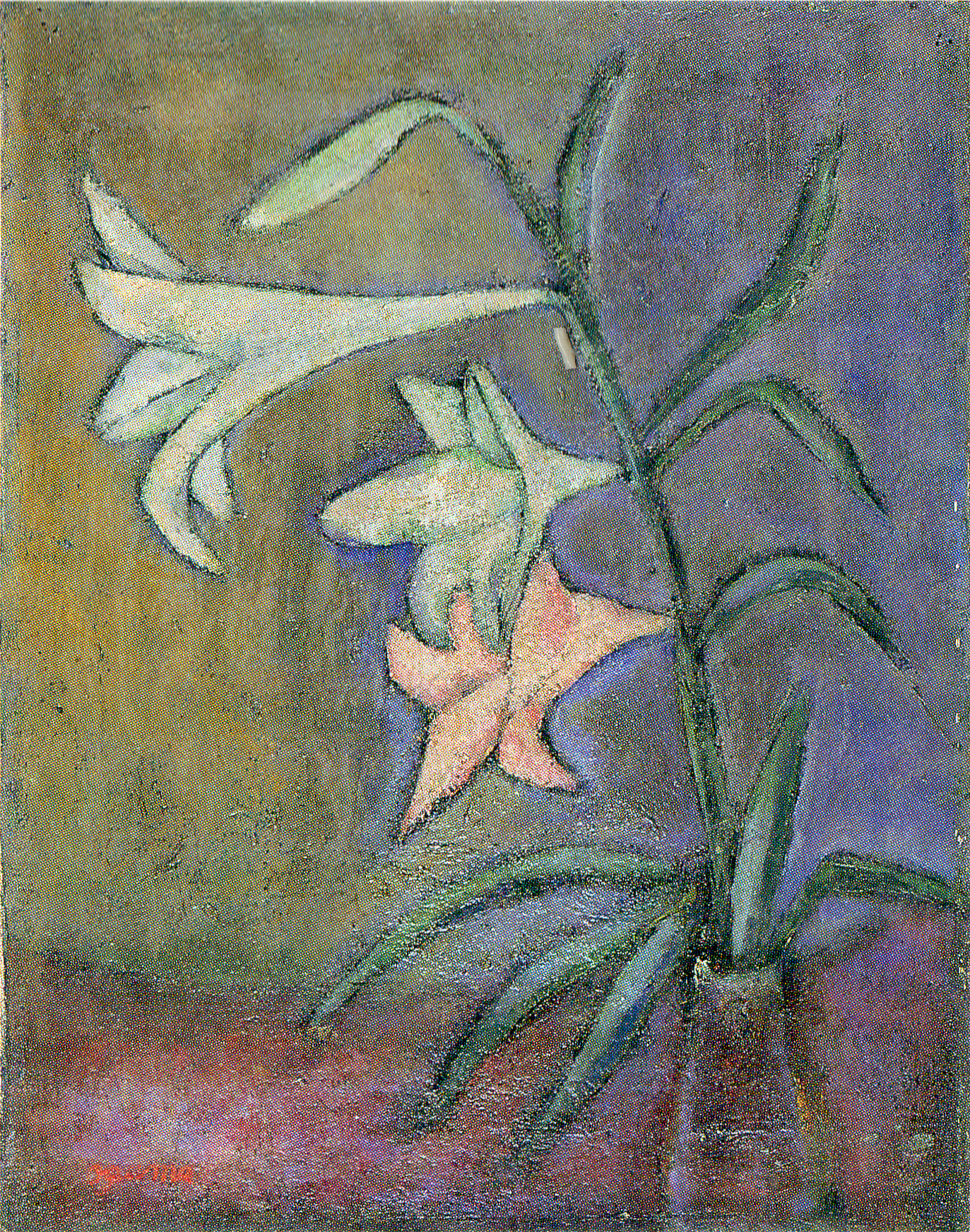
『百合の花』 (1930年代、旭川市教育委員会蔵)
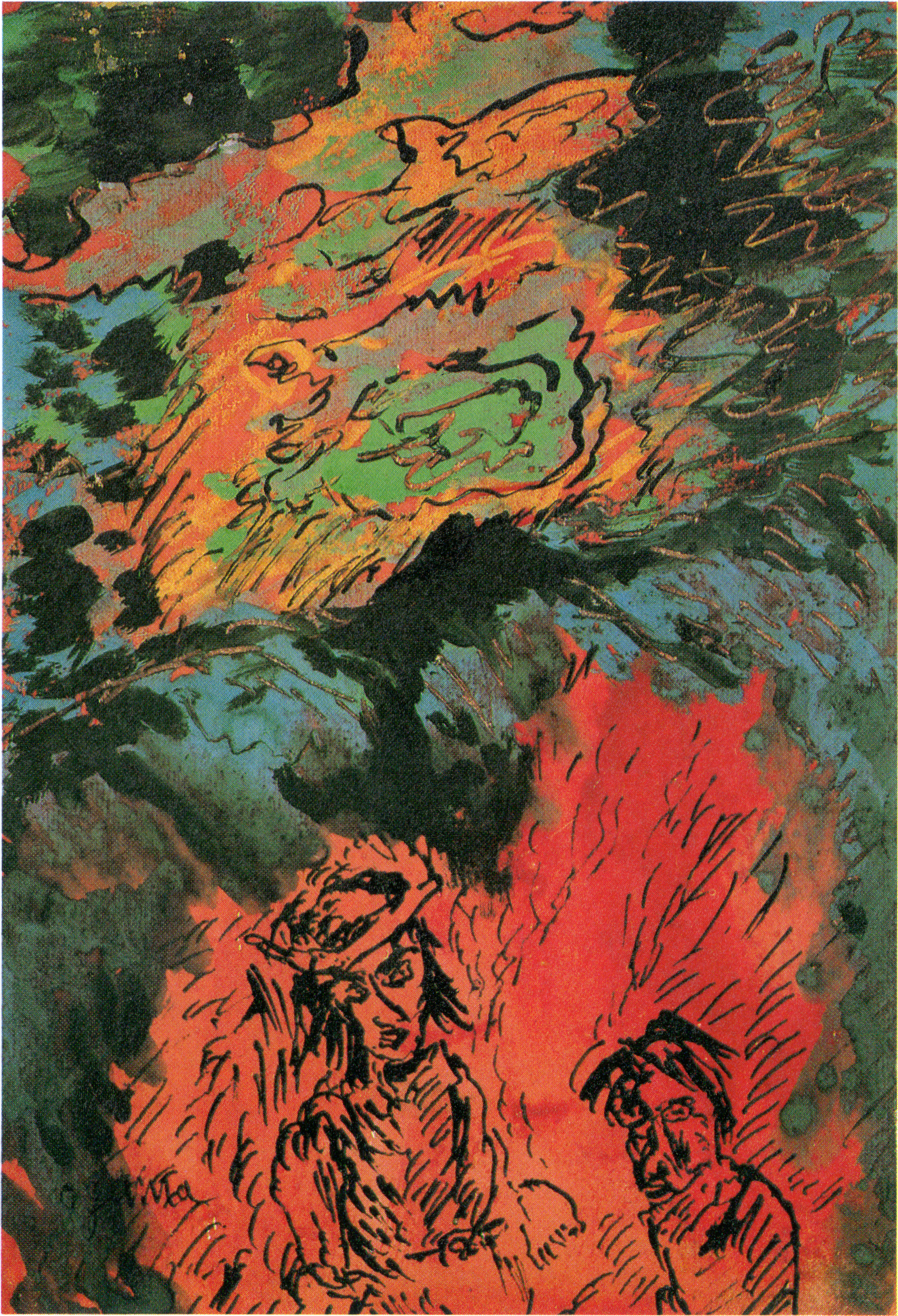
『人物』 (制作年不明)
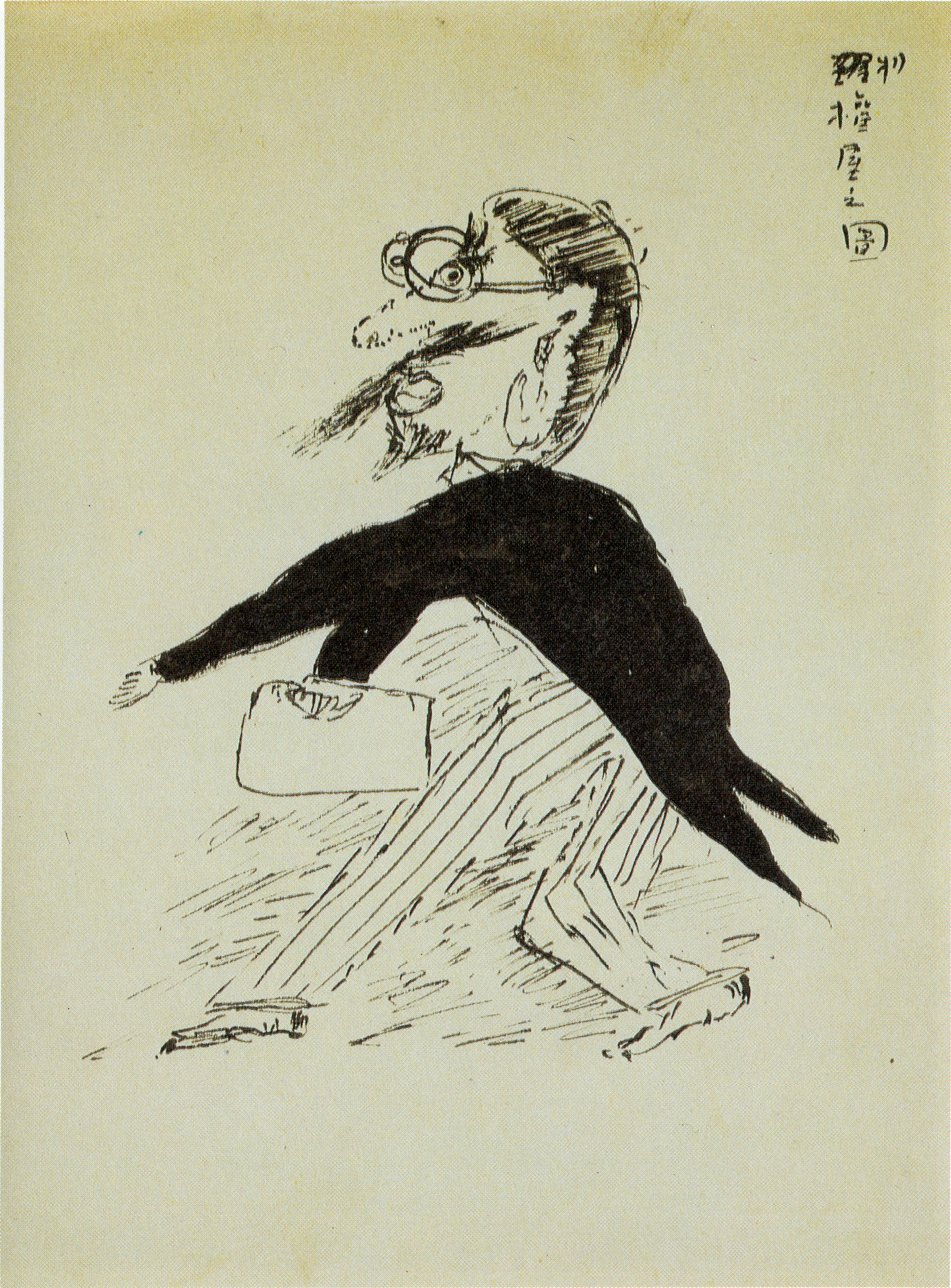
『利權屋の圖』 (制作年不明)
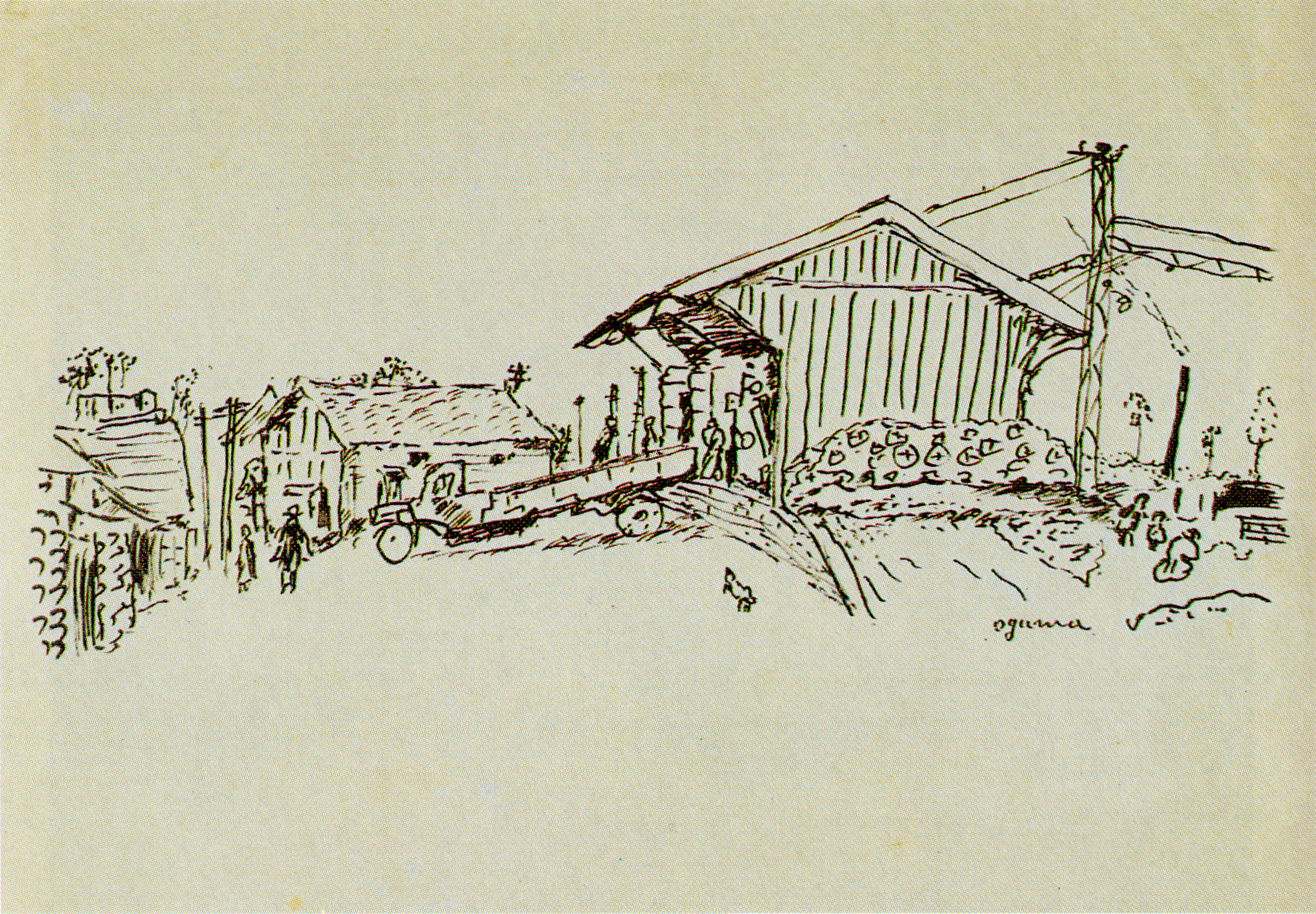
『池袋駅貨物置場』 (制作年不明)